# Powiat de Legionowo
Le powiat de Legionowo (polonais : powiat legionowski) est un powiat (district) de la voïvodie de Mazovie, dans le centre-est de la Pologne.
Elle est née le 1er janvier 1999, à la suite des réformes polonaises de gouvernement local passées en 1998.
Le siège administratif du powiat est la ville de Legionowo, qui se trouve à 22 kilomètres au nord de Varsovie, capitale de la Pologne. Une autre ville dans le powiat est la ville de Serock, qui se trouve à 17 kilomètres au nord-est de Legionowo.
Le district couvre une superficie de 389,86 kilomètres carrés. En 2006, sa population totale est de 96 497 habitants, avec une population pour la ville de Legionowo de 50 698 habitants, pour la ville de Serock de 3 721 habitants et une population rurale de 42 078 habitants.

## Powiaty voisines
La Powiat de Legionowo est bordée des powiaty de : 
- Pułtusk au nord ;
- Wyszków et Wołomin à l'est ;
- Varsovie-ouest et la ville de Varsovie au sud ;
- Nowy Dwór Mazowiecki à l'ouest.

## Division administrative

Position des gminy dans la powiat

Le powiat est divisé en cinq gminy (communes) :
| Gmina           | Type         | Superficie (km2) | Population (2006) | Siège     |
| Legionowo       | urbain       | 13,6             | 50 698            |           |
| Gmina Jabłonna  | rural        | 64,6             | 13 172            | Jabłonna  |
| Gmina Nieporęt  | rural        | 100,5            | 12 908            | Nieporęt  |
| Gmina Serock    | urbain-rural | 109,0            | 11 236            | Serock    |
| Gmina Wieliszew | rural        | 102,2            | 8 483             | Wieliszew |

## Démographie
Données du 31 décembre 2012:
| description | Total  | Total | Femmes | Femmes | Hommes | Hommes |
| ----------- | ------ | ----- | ------ | ------ | ------ | ------ |
| Unité       | Nombre | %     | Nombre | %      | Nombre | %      |
| Population  | 95 287 | 100   | 49 290 | 51,73  | 45 997 | 48,27  |
| Urbain      | 54 421 | 57,11 | 28 533 | 29,94  | 25 888 | 27,17  |
| Rural       | 40 866 | 42,89 | 20 757 | 21,78  | 20 109 | 21,10  |

## Histoire
De 1975 à 1998, les différents gminy du powiat actuelle appartenaient administrativement à la Voïvodie de Varsovie.

La Powiat de Legionowo est créée le 1er janvier 1999, à la suite des réformes polonaises de gouvernement local passées en 1998 et est rattachée à la voïvodie de Mazovie.